# Biserica „Înălțarea Domnului” din Meleșeni
Biserica „Înălțarea Domnului” este o biserică amplasată în Meleșeni, raionul Călărași, Republica Moldova. Este un monument arhitectural de importanță națională inclus în Registrul monumentelor Republicii Moldova ocrotite de stat cu nr. 188 (raionul Călărași). Datează din 1891.